# Linau
Linau er en kommune i det nordlige Tyskland, beliggende i Amt Sandesneben-Nusse i den nordvestlige del af Kreis Herzogtum Lauenburg. Kreis Herzogtum Lauenburg ligger i delstaten Slesvig-Holsten.

## Geografi
Linau ligger ved udkanten af Naturschutzgebiet Hahnheide, omkring 30 km nordøst for Hamborg, 13 kilometer vest for Mölln og cirka 19 km sydvest for Ratzeburg. Floden Bille har sit udspring i kommunen, lige nordvest for byen Linau.
I kommunen ligger ud over Linau, landsbyerne Bollweg, Diekkaten, Feilberg, Flachsröte og Linaubusch.